# 向翔一郎
向 翔一郎（むかい しょういちろう、1996年2月10日 - ）は、富山県高岡市出身の日本の柔道家。階級は90kg級。身長178cm。組み手は左組み。得意技は内股。メイプル超合金のカズレーザー似とも言われている。

## 経歴
父親が柔道の指導者だったこともあり、4歳の時に姉の向奈都美に続いて柔道を始めた。小学校1年の時に新潟県へ移ると、白根柔道連盟凰雛塾の所属となった。小学校4年から本格的に取り組み始めると、この時期が一番強かったのではないかと思えるほど試合で勝ち続けていたという。
中学は上京して講道学舎の所属となった。講道学舎では非常にきつい練習を課せられたが、要領よく立ち回り先輩からも好意的に接せられたこともあって体重も10kgほど増えた。これだけ太った生徒は講道学舎始まって以来だという。その後富山県の雄山中学へ移ったが、講道学舎出身というプライドが邪魔して伸び悩むことになった。高岡第一高校へ入学しても、講道学舎出身だということで周囲からちやほやされて、熱心に練習することはあまりなかった。しかし、中学まで圧勝していた同級生に敗れた際に、これまでの無作法な態度を父親に諭されたことなどもあって、以降は真剣に練習に取り組むことになった。3年の時にはインターハイの81kg級で5位となった。大学では柔道をやめてアメリカンフットボールに取り組む予定だったが、日本大学の柔道部にスカウトされて柔道を続けることに決めた。
2014年に日本大学へ進学すると、1年の時には9月の全日本ジュニア決勝で天理大学の具志堅一弘を破って優勝した。10月の世界ジュニアでは2回戦でジョージアのベカ・グビニアシビリに合技で敗れた。団体戦では決勝のジョージア戦で再びグビニアシビリに敗れるも、大将戦で小川雄勢が勝利したことでチームは優勝を飾った。
2年の時には6月の優勝大会で3位となった。9月の全日本ジュニア決勝では筑波大学の大橋賢人を破って2連覇を達成した。10月の世界ジュニアでは初戦でロシアのミハイル・イゴルニコフに敗れた。団体戦では決勝のジョージア戦で勝利を収めてチームは昨年に続いて優勝を飾った。
3年の時には6月の優勝大会決勝で東海大学に敗れて2位だった。10月の学生体重別では決勝で大橋を破って優勝を飾った。試合後には、｢（リオデジャネイロオリンピック金メダリストの）ベイカー茉秋を倒します｣と宣言するに至った。10月の体重別団体では3位だった。11月の講道館杯では3位となった。12月のグランドスラム・東京では7位に終わった。
4年の時には4月の体重別の決勝で千葉県警の加藤博剛を指導2で破って今大会初優勝を飾った。この際に、「ベイカーさんにスタイルでは勝っていると思う。最終的な目標は東京五輪で優勝すること」とコメントした。アジア選手権では準決勝でタジキスタンのコムロンショフ・ウストピリヨンに技ありで敗れて3位だった。8月のユニバーシアードでは準決勝で韓国の郭同韓にGSに入ってから技ありを取られて3位だった。団体戦では決勝のロシア戦で一本勝ちするなどしてチームの優勝に貢献した。
大会後、日大柔道部の集合日に遅刻したことで、柔道部監督で全柔連強化委員長も務める金野潤に咎められた。過去にも度々遅刻を繰り返していたことから、柔道部の出入り禁止を喰らい退寮も余儀なくされた。そのため、警視庁や国士舘大学へ出稽古に赴く日々が続いた。そんななか、11月の講道館杯では準決勝まで全て一本勝ちすると、決勝ではセンコーの釘丸太一を背負投の技ありで破って優勝した。大会後、金野に詫びを入れると、再び柔道部に受け入れられた。
12月のグランドスラム・東京では準々決勝でブラジルの選手に敗れるも、敗者復活戦を勝ち上がって3位になった。2018年2月のグランドスラム・パリでは準決勝で郭に棄権勝ちすると、決勝ではグビニアシビリを開始早々の背負投で破るなどオール一本勝ちしてIJFワールド柔道ツアー初優勝を飾った。なお、決勝で投げられた際に左膝を負傷したグビニアシビリの肩をかけて退場を手伝ったことにより、観衆からスタンディングオベーションを受けることになった。また、以前は90kg級の選手ながら僅か83kgしかなかったが、これではベイカーに対抗できないと悟ってウェイトトレーニングと食事改善に取り組んだ結果、普段の体重が99kgまで増えることになった。
2018年4月からは綜合警備保障の所属となった。体重別では準決勝でJRAのベイカーに技ありで敗れて3位だった。この際に、「自信はあったけど、五輪チャンピオンはでかかった。純粋にベイカーさんに勝ちたかった。（自分の）今の力はこの程度。成長しなきゃいけない」とコメントした。世界選手権代表にはなれなかったが、世界団体の代表には選出された。8月のグランプリ・ブダペストでは準々決勝でスペインのニコロス・シェラザディシビリに反則負けするなどして7位に終わった。9月の世界団体では準々決勝のアゼルバイジャン戦で敗れるも、決勝のフランス戦で個人戦3位のアクセル・クレルジュを裏投げで破ってチームの優勝を決定付けた。試合後には、「みんなの足を引っ張りたくない一心だった」「ここで負けたら日本に帰れないと思った。これで何とか帰国できます」とコメントした。11月の講道館杯では3位だった。続くグランドスラム・大阪では準決勝でジョージアのウシャンギ・マルギアニを技ありで破ると、決勝ではオランダのノエル・ファントエンドに反則勝ちして優勝した。
2019年2月のグランドスラム・パリでは準々決勝でカザフスタンのイスラーム・ボズバエフに敗れると、その後の3位決定戦でもパーク24の長澤憲大に横四方固で敗れて5位に終わった。4月の体重別では準決勝で東海大学1年の村尾三四郎を腕挫腋固で破ると、決勝では長澤にGSに入ってから反則勝ちして優勝を飾り、世界選手権代表に選出された。なお、頭を左右に振る独特の間合いは、キックボクシングの体験を活かしたものだという。5月のグランドスラム・バクーでは2回戦でトルコのメルト・シスマンラルに合技で敗れた。7月のグランプリ・ブダペストでは準決勝で便意を催しながらも世界2位であるキューバのイバン・フェリペ・シルバ・モラレスを小外刈の技ありで破るも、決勝では世界チャンピオンとなったシェラザディシビリに隅落で敗れて2位だった。この際に、「まだ我慢が必要。最後（決勝）は我慢することができなかった」「日本人たるもの、世界一は使命」と語った。なお、今大会の初戦で左中足骨を骨折するも、「普通の人なら全治1カ月でも、1週間で治します！」と自らに気合を入れた。8月に東京で開催された世界選手権では準々決勝でシルバ・モラレスを小内刈、準決勝でスウェーデンのマルクス・ニマンに反則勝ちするなど全て一本勝ちして決勝まで進むも、ファントエンドに技ありで敗れて2位にとどまった。この際に、「まだまだ我慢が足りない。自分にムカつく。2位は1回戦負けと同じだし、これだけ悔しいのは初めて」と涙を流しながらコメントした。11月のグランドスラム・大阪では準々決勝で郭に体落で敗れるも、敗者復活戦で村尾に反則勝ちすると、3位決定戦では長澤がケガで棄権したため3位となった。
2020年2月のグランドスラム・デュッセルドルフでは準々決勝でアゼルバイジャンのママダリ・メフディエフと対戦すると、指導2を取られた後に主審の指示なしに帯を解いて結び直したことで指導3の反則負けを喫したが、その後の3位決定戦でシルバ・モラレスを払巻込で破り3位になった。その後に開かれた強化委員会で、1名の強化委員が白票を投じたのを除いて賛成票が得られたため、東京オリンピック代表が内定した。2番手選手とのこれまでの成績差が歴然だと強化委員の3分の2以上によって判断された場合は東京オリンピック代表が内定することになっていた。代表内定となった向は、「90kg級（の代表争い）は横一線だと思っていたが、五輪で結果を残すには自分ぐらいのメンタルじゃないと駄目だと思っていた。優勝して恩返しする。」と決意を語った。5月に全柔連は常務理事会と強化委員会を開いて、新型コロナウイルスの影響で1年延期になった東京オリンピックでは、2月に決まっていた代表内定選手の権利を維持する方針を確認した。内定選手は激越な代表選考をすでに経ているとしたうえで、国際大会の再開が今だ不透明で再選考が容易でないことを最大の理由に挙げている。一方で強化委員長の金野潤は、「現場の監督、コーチが現内定選手で闘う自信をしっかり持っていることが一番の決め手」だと説明した。その後、全柔連の全理事と監事の承認を得て、代表内定選手の維持が正式に決まった。この際に、「新型コロナウイルスの影響で予断を許さない状況が続いているが、東京五輪に向けて、しっかりと準備していく。金メダルを獲得し、恩返しをしたい」とコメントした。12月に延期された全日本選手権には東京オリンピック代表選手で唯一出場するも、3回戦で旭化成の太田彪雅に払腰で敗れた。
2021年1月のワールドマスターズでは2回戦でグビニアシビリに横四方固で敗れた。4月のグランドスラム・アンタルヤでは初戦でアルジェリアのアブデラーマン・ベナマディに技ありで敗れた。その直後のアジア・オセアニア選手権では決勝でウズベキスタンのダブラト・ボボノフに谷落で敗れて2位に終わった。6月にはオリンピックに向けて次のように語った。「自分の感覚を研ぎ澄ませて楽勝で優勝したい。全世界に柔道を教えてあげたい」「いい子になるのはやめた。自分が目立つのは畳の上。精神が安定していれば負けることはない」。7月に日本武道館で開催された東京オリンピックでは3回戦でハンガリーのトート・クリスティアーンに大内刈で一本負けを喫して、メダルを獲得できなかった。試合直後に「今日は圧倒的に勝つつもりで来ていたんですけど、結局何を偉そうに言っても勝たなかったら話にならない」｢その時の運もあるし、自分今回（運を）持ってなかったというのもある｣と語った。東京オリンピック混合団体では初戦のドイツ戦で個人戦2位のエドゥアルト・トリッペルを技ありで破ると、準決勝のロシアオリンピック委員会戦ではミハイル・イゴルニコフに反則勝ちした。決勝のフランス戦ではクレルジュに隅落で敗れると、チームも敗れて2位にとどまった。
2022年4月の体重別では初戦で國學院大學4年の押領司龍星に技ありで敗れた。続く全日本選手権には推薦で出場するも、3回戦で100kg超級の選手であるパーク24の小川雄勢に隅落で敗れた。6月のグランドスラム・トビリシでは準々決勝で地元ジョージアのゲオルギー・パプナシビリに技ありで敗れるも、その後の敗者復活戦を勝ち上がって3位になった。10月の講道館杯では決勝でベイカーに横四方固で敗れて2位だった。12月のグランドスラム・東京では準々決勝でオリンピックチャンピオンであるジョージアのラシャ・ベカウリに技ありで敗れると、その後の3位決定戦でも東海大学4年の村尾三四郎に小内刈で敗れて5位だった。
2023年1月には綜合警備保障を退社した。その後、所属がトーシン工業に変わった。4月の体重別では初戦で敗れたことにより、今後は100㎏級へ転向するという。8月の実業個人選手権には100㎏級で出場するも、3回戦で敗れた。11月の講道館杯では3回戦でセンコーの熊坂光貴に大内刈で敗れた。
2024年10月の実業個人選手権では3位だった。11月の講道館杯では2回戦で世界ジュニアチャンピオンである国士舘大学1年の川端倖明に技ありで敗れた。

## 戦績
- 2013年 - インターハイ 5位 81kg級
- 2014年 - 優勝大会 2位
- 2014年 - 全日本ジュニア 優勝
- 2014年 - 世界ジュニア 団体戦 優勝
- 2015年 - 優勝大会 3位
- 2015年 - 全日本ジュニア 優勝
- 2015年 - 世界ジュニア 団体戦 優勝
- 2016年 - 優勝大会 2位
- 2016年 - 学生体重別 優勝
- 2016年 - 体重別団体 3位
- 2016年 - 講道館杯 3位
- 2016年 - グランドスラム・東京 7位
- 2017年 - ヨーロッパオープン・ローマ 5位
- 2017年 - 体重別 優勝
- 2017年 - アジア選手権 個人戦 3位 団体戦 3位
- 2017年 - 優勝大会 3位
- 2017年 - ユニバーシアード 個人戦 3位 団体戦 優勝
- 2017年 - 講道館杯 優勝
- 2017年 - グランドスラム・東京 3位
- 2018年 - グランドスラム・パリ 優勝
- 2018年 -　体重別 3位
- 2018年 -　グランプリ・ブダペスト 7位
- 2018年 -　世界団体 優勝
- 2018年 -　講道館杯 3位
- 2018年 -　グランドスラム・大阪 優勝
- 2019年 - グランドスラム・パリ 5位
- 2019年 -　体重別 優勝
- 2019年 - グランプリ・ブダペスト 2位
- 2019年 - 世界選手権 2位
- 2019年 -　グランドスラム・大阪 3位
- 2020年 -　グランドスラム・デュッセルドルフ 3位
- 2021年 -　アジア・オセアニア選手権 2位
- 2021年 -　東京オリンピック混合団体 2位
- 2022年 -　グランドスラム・トビリシ 3位
- 2022年 -　講道館杯 2位
- 2022年 -　グランドスラム・東京 5位
- 2024年　- 実業個人選手権　3位

（出典、JudoInside.com）

## 他選手の父親に対する中傷動画のアップロード
2020年5月には、60kg級オリンピック代表の髙藤直寿のYouTubeチャンネルで電子タバコを吸いながら対談したことを東京オリンピック66kg級代表候補の丸山城志郎の父親である丸山顕志にFacebookで咎められた。その後、自身のYouTubeチャンネルにて「f××k ○ MOUNTAIN」と題するラップを作曲して動画を公開し、「おいカス　お前引きずり回すラップ」「アンチの先頭　子が笑われる　親の在り方　今 問われる」「五輪出場　値しないとか　アラばかり探してても無駄」と攻撃する動画をアップロードしたことが、6月になって問題視されることになった。この件を丸山が向に問い合わせると、「柔道を普及させるためにやっていることに対して、誹謗中傷をやられたので、面白くありませんでした」との返答があったという。
一連の経緯は週刊文春（6月25日号）の記事となり、全柔連の金野潤強化委員長は6月22日に向に口頭で厳重注意をしたことを明かした。全柔連はこれまで強化合宿に外部の専門家を招いてSNSの使い方について講習会をしてきたという。しかし、これを機に、SNSの使い方に関するガイドラインを作成するという。「これを機にしっかりとした明確なガイドラインを考えていきたい。（例えば）差別的な発言、誹謗（ひぼう）中傷、または喫煙、飲酒、ギャンブルが映像に映り込むことも含めて、明確なSNSの使い方を提示していく必要がある」「見て不快に思う方が多数いることは、代表としてするべきではない。選手たちがいろんなことを発信していくことを全て締め付ける気はないが、自分の観点でしかものを見れないのは軽率」と金野強化委員長は語っている。
金野強化委員長は「大変不快な思いをたくさんの方にさせてしまったことは、心からおわびを申し上げたい」と陳謝しており、当事者の丸山顕志も「お騒がせする事となってしまい大変申し訳なく思っております。向選手に対し、まずは直接本人に意見を述べなかった点は、配慮を欠いていたと深く反省いたしております」と陳謝する投稿をしているが、作曲した向本人からは謝罪のコメントは一切なかった。
なおその後、両者による乱取り対決を向のYouTubeチャンネルにアップロードする予定もあったが、関係各所から制止されることになったという。